# سیویو، جزیره وایت
سیویو (به انگلیسی: Seaview) یک روستا در بریتانیا است که در Nettlestone and Seaview واقع شده‌است.